# Onthophagus bifidus
Onthophagus bifidus là một loài bọ cánh cứng trong họ Bọ hung (Scarabaeidae).